# Josef Stangl
Josef Stangl (Kronach, 12 de marzo de 1907-Schweinfurt, 8 de abril de 1979) fue un obispo católico de Alemania que estuvo a cargo de la diócesis de Wurzburgo desde 1957 hasta 1979.

## Biografía
Nació en Kronach en el estado de Baviera, fue ordenado sacerdote el 16 de marzo de 1930 y nombrado Obispo de Wurzburgo por el papa Pío XII el 27 de junio de 1957.
Entre los años 1975 y 1976 Josef Stangl aprobó el exorcismo de Anneliese Michel con el pedido de total secreto, luego de una cuidadosa consideración e información, hecha por el sacerdote Arnold Renz. La mujer murió de desnutrición de casi un año de semi-inanición, mientras que se realizaban los ritos de exorcismo. A la base de esta historia real se encuentra la famosa película El Exorcismo de Emily Rose.

### Obispo
Stangl, junto a los obispos de Rastibona, Rudolf Graber, y el obispo auxiliar de Múnich, Ernst Tewes, fue de los principales consagrantes de Joseph Ratzinger (futuro papa Benedicto XVI) el 28 de mayo de 1977, cuando este contaba con 38 años.
El 8 de enero de 1979, Stangl dimitió de su cargo en la sede de Wurzburgo. En abril de ese mismo año murió en Schweinfurt.